# 22-га окрема бригада спеціального призначення (РФ)
22-га окрема бригада спеціального призначення (22 ОБрСпП, в/ч 11659) — військове формування Російської Федерації, підпорядковане Головному розвідувальному управлінню Генерального Штабу Російської Федерації.
Бригада базується з 1992 року у селищі Степовий Аксайського району Ростовської області.
Військовослужбовці бригади брали участь у боях на Донбасі.

## Історія
Після розпаду СРСР у 1992 році 22-га окрема бригада спеціального призначення Радянської армії увійшла до складу Збройних сил Російської Федерації.

### Перша чеченська війна
7 січня 1995 року, внаслідок збігу різних обставин, чеченськими повстанцями в полон було взято два зведені загони 22-ї бригади, які були закинуті на околиці села Комсомольське Грозненського району для здійснення диверсійних дій.

### Друга чеченська війна
З початком бойових дій у Дагестані в серпні 1999 року спецназ забезпечував війська розвідданими, розкриваючи оборонні споруди та позиції повстанців.

### Російсько-українська війна
22 серпня 2014 року загинув військовослужбовець бригади Віктор Курманлієв. За повідомленням російських джерел, він був убитий «на кордоні з Україною».
17 жовтня 2014 року військовослужбовців бригади Віталія Ісламова (рос. Исламов Виталий Сатторович) та Івана Колбасіна (рос. Колбасин Иван Викторович) було нагороджено медалями «За бойові відзнаки».
У червні 2015 року спільнота ІнформНапалм оприлюднила розслідування, у якому в окупованому бойовиками Луганську були ідентифіковані троє військовослужбовців бригади зі знаками розрізнення Новоросії: Іскандер Гаріпов, Олександр Рязанцев та Микола на прізвисько «Сварожич». Окрім них, у розслідуванні було ідентифіковано ще низку військовослужбовців ГРУ, що брали участь у боях на Донбасі, зокрема Віталія Вікторовича Фаттахова.
У червні 2017 року, в ході бою поблизу с. Жолобок Луганської області, військовослужбовці ЗС України взяли в полон чотирьох ворогів, з них — трьох терористів і одного російського військовослужбовця. Також двоє були вбиті, один з яких також був громадянином РФ. Полоненим виявився 22-річний громадянин РФ, мешканець Алтайського краю, військовослужбовець 22-ї окремої бригади спеціального призначення ГРУ РФ Агеєв Віктор Олександрович
14-15 березня 2022 бригада зазнала важких втрат у боях проти сил ЗСУ та полку «Азов» у Маріуполі.
За інформацією заступника начальника Головного оперативного управління Генштабу ЗСУ Олексія Громова, наданою 1 вересня 2022, "Вищим командуванням Збройних сил Російської Федерації прийнято рішення про розформування 31-ї окремої десантно-штурмової бригади Повітряно-десантних військ та 22-ї окремої бригади спеціального призначення, з урахуванням втрат в яких залишилися в живих менше 20% особового складу".
З відкритих даних випливає, що на початок вересня 2022 року, загинуло щонайменше 30 військовослужбовців 22-ї бригади, у тому числі чотири офіцери — командири роти.

## Структура
Склад бригади:
- Управління бригади (в/ч 11659)
  - рота матеріального забезпечення;
  - комендантська рота;
  - загін спеціального радіозв'язку;
  - рота спеціального озброєння;
  - взвод технічного забезпечення;
  - інженерно-саперний взвод.
- 108-й загін;
- 173-й загін;
- 305-й загін;
- 411-й загін.
- Примітка: До 2005 року до складу 22-ї бригади входив гаубичний артилерійський дивізіон Д-30А (11 одиниць).

## Втрати
Відомі втрати бригади: